# Maher Carrizo
Maher Mauricio Carrizo (ur. 19 lutego 2006 w Santiago del Estero) – argentyński piłkarz występujący na pozycji napastnika, od 2024 roku zawodnik Vélezu Sarsfield.